# Глевич, Владимир Вениаминович
Владимир Вениаминович Глевич (род. 20 августа 1964, Тернопольская область) — советский и казахстанский футболист, тренер.

## Карьера

### Клубная
Владимир Глевич родился в Тернопольской области, Украинская ССР. Начал карьеру в «Целиннике». Проведя в клубе 6 лет, перешёл в «Уралец». До перехода в ФК «Наша Кампания» сыграл по одному сезоне в «Спартаке-Братском» и солигорском «Шахтёре».

### Тренерская
Тренировал такие клубы, как «Экибастузец-Наша Кампания», «Окжетпес» и «Аксу». В 2010—2012 годах и в 2015 году тренировал дубль «Астаны». С 2016 года тренирует студенческую футбольную команду «Назарбаев Университета».

## Достижения
- Бронзовый призёр первой лиги Казахстана (2): 1997, 2000
- Лучший бомбардир первой лиги Казахстана 1997